# 莫伊塞斯·凯塞多
莫伊塞斯·凯塞多（西班牙語：Moisés Caicedo，2001年11月2日—），厄瓜多尔男子足球运动员，司职中场。現效力英超球隊切爾西，厄瓜多尔國家足球隊成員。

## 球會生涯
2021年2月1日，凯塞多以一份为期四年半的合同加盟英超球隊布萊頓。

## 國家隊生涯
凯塞多曾代表厄瓜多尔国家队参加2021年美洲國家盃和2022年国际足联世界杯。

## 榮譽

### 球會
迪華利獨立隊U20
- 南美自由盃U20冠軍 : 2020

 切尔西
- 欧洲协会联赛冠軍：2024–25年
- 俱乐部世界盃冠軍 ：2025

### 個人
- 車路士年度最佳球員：2024–25
- 車路士球員先生：2024–25

## 外部連結
- Soccerway資料庫：莫伊塞斯·凯塞多